# Cantón de Marchaux
El cantón de Marchaux era una división administrativa francesa, que estaba situada en el departamento de Doubs y la región de Franco Condado.

## Composición
El cantón estaba formado por treinta y seis comunas:
- Amagney
- Battenans-les-Mines
- Blarians
- Bonnay
- Braillans
- Cendrey
- Champoux
- Châtillon-le-Duc
- Chaudefontaine
- Chevroz
- Corcelle-Mieslot
- Cussey-sur-l'Ognon
- Devecey
- Flagey-Rigney
- Geneuille
- Germondans
- La Bretenière
- La Tour-de-Sçay
- Marchaux
- Mérey-Vieilley
- Moncey
- Novillars
- Ollans
- Palise
- Rigney
- Rignosot
- Roche-lez-Beaupré
- Rougemontot
- Tallenay
- Thise
- Thurey-le-Mont
- Vaire-Arcier
- Vaire-le-Petit
- Valleroy
- Venise
- Vieilley

## Supresión del cantón de Marchaux
En aplicación del Decreto n.º 2014-240 de 25 de febrero de 2014, el cantón de Marchaux fue suprimido el 22 de marzo de 2015 y sus 36 comunas pasaron a formar parte; veinticuatro del nuevo cantón de Baume-les-Dames, cinco del nuevo cantón de Besanzón-4, cinco del nuevo cantón de Besanzón-5 y dos del nuevo cantón de Besanzón-3.